# Liste des œuvres de Salvador Dalí
Salvador Dalí réalisa plus de 1 500 toiles dans sa vie, et produisit également des illustrations de livres, des lithographies, des costumes de théâtre, un grand nombre de dessins, de sculptures, d'objets et plusieurs films. La liste ci-dessous est la liste chronologique de ses œuvres.

## Peintures, dessins et sculptures

### 1910-1919
- 1910 : Paysage près de Figueres
- 1913 : Vilabertran
- 1914 : Intérieur hollandais
- 1914 : Paysage de l'Empordà
- 1914 : Sans titre
- 1914 : Sans titre. Maison près d'un lac
- 1914 : Tête d'Athéna
- 1914-1916 : Fête à Figueres
- 1916 : Paysage
- 1916 : Paysage
- 1916 : Sans titre. Paysages avec animaux
- 1916-1918 : Sorcières et la Chute d'Ève
- 1917 : Vue de Cadaqués avec l'ombre du mont Pani
- 1917-1918 : Cadaqués
- 1917-1918 : Vieillard crépusculaire
- 1918 : Barques
- 1918 : Canard
- 1918 : Couple près du château
- 1918 : Nature morte
- 1918 : Portrait de Lucia
- 1918 : Sans titre
- 1918-1919 : Baigneurs
- 1918-1919 : Jardin à Llane
- 1918-1919 : Plaja Port Alguer de la riba d'en Pitxot
- 1918-1919 : Plaja Port Alguer de la riba d'en Pitxot (Plage de Port Alguer, depuis la rive de chez Pitxot)
- 1918-1919 : Port de Cadaqués (nuit)
- 1918-1919 : Portdogué
- 1918-1919 : Punta es Baluard de la riba d'en Pitxot
- 1918-1919 : Tour de l'église de Vilabertrin
- 1918-1919 : Vue de la mer
- 1919 : Autoportrait dans le studio
- 1919 : Es Pianc
- 1919 : Nature morte. Grenades
- 1919 : Plage de Llané, Cadaqués
- 1919 : Le Port de Cadaqués
- 1919 : Port Dogué, Cadaqués
- 1919 : Portrait d'Hortensia, grosse femme de Cadaqués
- 1919 : Portrait de M. Pancraci
- 1919 : Portrait d'un gitan
- 1919 : Soirée dansante dans le jardin de Mariona
- 1919 : Le Tartan. Le rêve
- 1919 : Les Trois Pins
- 1919 : Voile avec personnage, étude de bateau pour Le Rêve
- 1919-1920 : Es Poal. Pianque
- 1919-1920 : Ma cousine Montserrat
- 1919-1920 : Paysage (Cadaqués)
- 1919-1920 : Portrait de Joaquim Mountainer (Allégorie du marin)
- 1919-1920 : Verger à Llané (Cadaqués)
- 1919-1920 : Vieil homme de Portdogué

### 1920-1929
- 1920 (environ) : Portrait de mon père et la maison du Llaner[1]
- 1920 : La Baie de Cadaqués, avec le rocher Cucurucuc et la presqu'île de Sorrell
- 1920 : Boxeur
- 1920 : Deux études de Portrait de mon père
- 1920 : Étude pour Ma famille
- 1920 : Étude pour Portrait de mon père
- 1920 : Étude pour un bateau à voile papillon
- 1920 : Étude pour un autoportrait
- 1920 : Études pour un autoportrait et Portrait de mon père
- 1920 : Grand-mère Ana cousant
- 1920 : Lac à Vilabertran
- 1920 : Lune sur la baie de Cadaqués
- 1920 : Mère
- 1920 : Nature morte
- 1920 : Nature morte par une fenêtre
- 1920 : Paysage (Cadaqués)
- 1920 : Le Père de l'Artiste à la plage de Llane
- 1920 : Port Jonculs (Cadaqués)
- 1920 : Portrait de José M. Torres
- 1920 : Portrait de la mère de l'artiste, Dona Felipa Domenech de Dome, Dalí
- 1920 : Portrait satirique de Trotsky
- 1920 : Portrait du violoncelliste Ricardo Pichot
- 1920 : Le Potager de Llaner
- 1920 : La Sardane des les bruixes (Sardane des sorcières)
- 1920 : Tieta
- 1920 : Vue de Cadaqués de Playa Poal
- 1920 : Vue de Portdogué, port Alguer
- 1920-1921 : Deux gitans
- 1920-1921 : Le Jardin des Llaner (Cadaqués)
- 1920-1921 : Paysage près de Cadaqués
- 1920-1921 : Paysage près de Cadaqués
- 1920-1921 : Petite baie rocheuse de Nans (Cadaqués)
- 1920-1921 : Saltimbanques
- 1920-1921 : Sans titre. L'artiste dans son atelier à la riba d'en Pitxot à Cadaqués
- 1921 : La Naissance intra-utérine de Salvador Dalí
- 1921 : Affiche Fieres i Festes de la Santa Creu
- 1921 : Autoportrait
- 1921 : Autoportrait
- 1921 : Autoportrait
- 1921 : Autoportrait au cou raphaélesque
- 1921 : Autoportrait (Figueres)
- 1921 : Couverture de Por la musica, poèmes
- 1921 : Festival à Figueres
- 1921 : Festival de Sainte-Lucie à Villamalla
- 1921 : Festival de San Sebastian
- 1921 : Foire de la Santa-Creu, le cirque
- 1921 : Homme avec un pórron
- 1921 : Homme tenant un bébé comme s'il buvait une bouteille
- 1921 : Jeunes filles dans un jardin
- 1921 : Lune à Llané
- 1921 : Maternité
- 1921 : Muse de Cadaqués
- 1921 : Nature morte pour la couverture de Por la musica, poèmes
- 1921 : Nymphes dans un jardin romantique. Jardin
- 1921 : Page de titre du magazine Empordá fédérale et design du titre pour Biografia d'en Pep Ventura
- 1921 : Paysage près de Cadaqués
- 1921 : Le Pique-nique
- 1921 : Plage de Llaner à Cadaqués
- 1921 : Portrait de grand-mère Ana cousant
- 1921 : Portrait de mon père
- 1921 : Romeria. Pèlerinage
- 1921 : Scène rurale
- 1921 : Un homme assis et un couple de danse
- 1921 : Voyeur
- 1921 : Vue de Cadaqués
- 1921-1922 : Portrait de Jaume Miravidles
- 1921-1922 : Portrait de Jaume Miravidles en footballeur
- 1922 : Architecture de Madrid et peupliers
- 1922 : Autoportrait
- 1922 : Buveur
- 1922 : Cadaqués
- 1922 : Cheval
- 1922 : Composition cubiste. Nature morte à la guitare
- 1922 : Composition cubiste. Formes
- 1922 : Étude d'un pied
- 1922 : Femme assise
- 1922 : Maisons closes
- 1922 : Le Mont Pani Portdogué et la mairie
- 1922 : Nature morte
- 1922 : Nature morte
- 1922 : Nature morte
- 1922 : Nature morte. Poisson
- 1922 : Nature morte aux aubergines
- 1922 : Nature morte avec verre
- 1922 : Nature morte. Pulpo y Scorpa)
- 1922 : Nuit d'été
- 1922 : Paysage. Cadaqués
- 1922 : Pêche traditionnelle à Cadaqués
- 1922 : Les Pêcheurs à Cadaqués
- 1922 : Personnage féminin à la tête des armées
- 1922 : Sans titre. Scène dans un cabaret à Madrid
- 1922 : Scène de cabaret
- 1922 : Villa Pepita
- 1922-1923 : Jug
- 1922-1923 : Les Premiers Jours du printemps
- 1922-1923 : Sans titre. Paysage près de Madrid
- 1922-1923 : La Voie de Port Lligat avec la vue du cap de Creus
- 1923 : Arlequin assis à une table
- 1923 : Autoportrait
- 1923 : Autoportrait avec « L'Humanité »
- 1923 : Autoportrait cubiste
- 1923 : Baigneurs de La Costa Brava. Baigneuses de Llaner
- 1923 : Cadaqués
- 1923 : Cadaqués (visite de la tour de Creus)
- 1923 : Caserne (Cadaqués)
- 1923 : Chiffres dans un paysage, Ampurdan
- 1923 : Composition cubiste. Portrait d'une personne assise tenant une lettre
- 1923 : Composition satirique de La Danse, d'Henri Matisse
- 1923 : L'Enfant malade (autoportrait à Cadaqués)
- 1923 : Étude pour Femme avec un enfant
- 1923 : Étude d'un nu
- 1923 : Femme allaitant son fils (Mujer amamantando a su hijo)
- 1923 : Le File du jour
- 1923 : Gitan à Figueres
- 1923 : Groupe de jeunes filles catalanes
- 1923 : La Jorneta
- 1923 : Maternité
- 1923 : Montre à gousset
- 1923 : Le Moulin. Paysage près de Cadaqués
- 1923 : Nature morte
- 1923 : Nature morte
- 1923 : Nu dans un paysage
- 1923 : Œuf au plat sans le plat
- 1923 : Paysage proche de Cadaqués
- 1923 : Portrait de ma cousine Ana Maria Domenech
- 1923 : Portrait de mon cousin germain
- 1923 : Scène de café à Madrid
- 1923 : Scène d'intérieur
- 1923 : Toutes les formes dérivent du carré
- 1923 : Verso de l’Étude de nu
- 1923 : Vie cristalline
- 1923-1924 : Luis Buñuel et un Toreo
- 1923-1924 : Nature morte. Poissons avec bol rouge
- 1923-1924 : Portrait de ma sœur (État d'origine)
- 1923-1924 : Vénus et la mémoire de Avino
- 1924 : Ana Maria
- 1924 : Baigneuse
- 1924 : Bouquet (L'important c'est la rose)
- 1924 : La Gare de Figueres
- 1924 : Nature morte
- 1924 : Nature morte
- 1924 : Nature morte
- 1924 : Nature morte : Pastèque
- 1924 : Pierrot et Guitare
- 1924 : Port Alguer
- 1924 : Portrait de Ana Maria
- 1924 : Portrait de Luis Buñuel
- 1924 : Portrait d'une femme
- 1924 : Siphon et bouteille de rhum avec bouchon
- 1924 : Triple portrait de García Lorca
- 1924 : Végétaux
- 1924-1925 : Cœur d'un homme avec un enfant
- 1924-1925 : Portrait de Manuel de Falla
- 1925 : Autoportrait dédié à Federico
- 1925 : Baie de Cadaqués
- 1925 : Cala Nans
- 1925 : Dessin puriste
- 1925 : Don Salvador Dalí et Ana Maria (portrait du père de l'artiste et de sa sœur)
- 1925 : Étude de nu
- 1925 : Étude pour Vénus et Marin
- 1925 : Femme nue
- 1925 : Jeune fille couchée sur un lit (Ana-Maria Dalí)
- 1925 : Jeune fille debout à la fenêtre
- 1925 : Jeune fille de dos
- 1925 : Moine assis
- 1925 : Nature morte
- 1925 : Nature morte avec clair de lune
- 1925 : Nu dans l'eau
- 1925 : Paysage de l'Empordà
- 1925 : Paysage de l'Empordà
- 1925 : Pensée
- 1925 : Pierrot jouant de la guitare
- 1925 : Port Alguer
- 1925 : Portrait de Ana Maria (Cadaqués)
- 1925 : Portrait de Maria Carbona
- 1925 : Portrait de Maria Carbona
- 1925 : Portrait du père de l'artiste
- 1925 : Portrait de père de l'artiste et sœur
- 1925 : Recto-verso Verso (scène de studio)
- 1925 : Venus avec Amours
- 1925 : Vénus avec Cupidon (détail)
- 1925 : Vénus et un marin
- 1925 : Vénus et un marin
- 1925 : Vénus et un marin (hommage à Salvat-Papasseit)
- 1926 : Académie néocubiste
- 1926 : Ana Maria cousant
- 1926 : Composition abstraite
- 1926 : La Corbeille de pain
- 1926 : Étude pour Jeune fille cousant
- 1926 : Étude pour Ana Maria, couverture du catalogue de la seconde exposition de Dalí à la galerie Dalmau à Barcelone
- 1926 : Étude pour Jeune fille cousant
- 1926 : Étude pour Jeune fille cousant
- 1926 : Étude pour Jeune fille cousant
- 1926 : Étude pour Le miel est plus doux que le sang
- 1926 : Femme couchée (nu allongé)
- 1926 : Femme en chemise étendue, étude pour Femme étendue sur la plage
- 1926 : Femme étendue sur la plage
- 1926 : Femme nue
- 1926 : La Fille, étude pour La Fille de l'Empordà
- 1926 : Fille avec boucles
- 1926 : Fille cousant
- 1926 : Fille de dos
- 1926 : La Fille de Figueres
- 1926 : Hommage à Erik Satie
- 1926 : Marin et sa famille
- 1926 : Nature morte avec deux citrons
- 1926 : Personnage cubiste (figura cubista)
- 1926 : Personnages sur des rochers (figura Damunt Roques)
- 1926 : Personnages sur des rochers (Penya Segats)
- 1926 : Portrait de la femme (inachevé)
- 1926 : Portrait de jeune fille dans un paysage (Cadaqués)
- 1926 : Portrait de Sefiora Abadal de Argemi
- 1926 : Rochers à Llane (paysage près de Cadaqués)
- 1926 : Rochers de Llane (première version)
- 1926 : Vénus et Marin (Jeune Fille et marin, inachevé)
- 1926-1927 : Autoportrait dupliqué en trois
- 1926-1927 : Portrait de Federico García Lorca
- 1927 : Arlequin
- 1927 : Corps et Main
- 1927 : Dessin automatique (sans titre)
- 1927 : Étude pour Nature morte et Clair de lune
- 1927 : Femme nue dans un fauteuil
- 1927 : Mannequin barcelonais
- 1927 : Le miel est plus doux que le sang
- 1927 : Nature morte et Clair de lune
- 1927 : Personnage en feu
- 1927 : Le Poète sur la plage d'Ampurias. Federico Garciá Lorca
- 1927 : Saint Sébastien
- 1927 : Sans titre
- 1927 : Tête (Croquis d'image double)
- 1927 : Tête de femme
- 1927-1928 : Main coupée
- 1927-1928 : Oiseau, poisson (Ocell, peix)
- 1928 : L'Âne pourri
- 1928 : Autoportrait dédié à Federico Garciá Lorca
- 1928 : Baigneuse
- 1928 : Baigneuse
- 1928 : Chair de poule inaugurale
- 1928 : Clair de lune
- 1928 : Composition
- 1928 : Composition abstraite
- 1928 : Composition surréaliste
- 1928 : Coquillage
- 1928 : Désirs insatisfaits
- 1928 : Femme-animal symbiotiques
- 1928 : Gros pouce
- 1928 : Nu féminin
- 1928 : Nu féminin, première version
- 1928 : Nu (Regard nu)
- 1928 : Oiseau
- 1928 : Oiseau blessé
- 1928 : Oiseau pourri
- 1928 : Pêcheurs à Cadaqués
- 1928 : Pêcheurs au soleil
- 1928 : Petites Cendres
- 1928 : Plage anthropomorphique, fragment
- 1928 : Plage anthropomorphique, première version
- 1928 : Sans titre (La Mer et les Pêcheurs)
- 1928 : Sans titre
- 1928 : Sans titre
- 1928 : Sans titre
- 1928 : Soleil
- 1928 : La Vache spectrale
- 1928 : Vache spectrale
- 1929 : Les Accommodements du désir
- 1929 : Parfois je crache par plaisir sur le portrait de ma mère
- 1929 : Le Baiser, étude pour le couple qui s'embrasse dans Le Grand Masturbateur
- 1929 : La Chasse aux papillons
- 1929 : L'Énigme du désir. Ma mère
- 1929 : Étude pour Jeu lugubre
- 1929 : Étude pour Le Grand Masturbateur
- 1929 : Étude pour L'Énigme du désir. Ma mère, ma mère, ma mère
- 1929 : Études pour L'Énigme du désir et Mémoire de la femme-enfant
- 1929 : Fantasmagorie
- 1929 : Le Grand Masturbateur
- 1929 : L'Homme invisible
- 1929 : L'Homme invisible
- 1929 : Homme malade écoutant le bruit de la mer (Les deux balcons)
- 1929 : Jeu lugubre
- 1929 : Monument impérial à la femme-enfant
- 1929 : Plaisirs illuminés
- 1929 : Portrait de Paul Éluard
- 1929 : Premiers jours du printemps
- 1929 : Profanation de l'hostie
- 1929-1931 : André Breton. Le Grand Fourmilier
- 1929-1939 : Étude pour Femme invisible dormant, Cheval, Lion et pour Femme-cheval paranoïaque

### 1930-1939
- 1930 : Andromède
- 1930 : Bûcher, concept d'affiche pour l'anniversaire du Parti communiste français
- 1930 : Le Bureaucrate moyen
- 1930 : Chevelure
- 1930 : Chocolat
- 1930 : Complexe d'Œdipe
- 1930 : Conséquences : Dalí, Gala Éluard, Valentine Hugo, André Breton
- 1930 : Dormeuse, cheval, lion invisibles
- 1930 : Étude pour Femme invisible dormant, Cheval, Lion
- 1930 : Étude pour Femme invisible dormant, Cheval, Lion
- 1930 : Étude pour Le Rêve
- 1930 : Fantôme du soir
- 1930 : Femme invisible dormant
- 1930 : Fontaine
- 1930 : Gradiva, étude pour L'Homme invisible
- 1930 : Le Grand Masturbateur, frontispice pour La Femme visible
- 1930 : Guillaume Tell
- 1930 : L'Homme poisson
- 1930 : La Main
- 1930 : Ossification prématurée d'une gare
- 1930 : femme-cheval paranoïaque
- 1930 : Portrait d'Emilio Terry (inachevé)
- 1930 : Les Roses sanglantes
- 1930 : Sans titre. Nu féminin, frontispice de La Femme visible
- 1930 : Le Sentiment de devenir
- 1930 : La Tour rouge (Tour anthropomorphe)
- 1930 : Vertigo
- 1930-1931 : Cinéma tactile
- 1931 : Associations démentes (Feux d'artifice)
- 1931 : Combinaisons (ou les fantasmes combinés daliniens : fourmis, clés, clous)
- 1931 : Descente de l'ombre de la nuit
- 1931 : Dessin érotique
- 1931 : Le Devenir géologique
- 1931 : Femme dormant dans un paysage
- 1931 : Gradiva
- 1931 : Gradiva trouve des ruines anthropomorphes
- 1931 : Hallucination partielle. Six images de Lénine sur un piano
- 1931 : Illusion diurne. L'ombre d'un piano à queue approche
- 1931 : Ils étaient là
- 1931 : Madame Reese
- 1931 : Métamorphose des légumes
- 1931 : Olive
- 1931 : Paysage
- 1931 : La Persistance de la mémoire
- 1931 : Personne Horloge
- 1931 : Portrait de Gala
- 1931 : Remords ou Sphinx englouti
- 1931 : Le Rêve
- 1931 : Sans titre
- 1931 : Sans titre. Dessin érotique
- 1931 : Sans titre (Guillaume Tell et Gradiva)
- 1931 : Solitude
- 1931 : Le Spectre et le Fantôme
- 1931 : Sur le bord de la mer
- 1931 : Symbiose d'une tête de coquillages
- 1931 : La Vieillesse de Guillaume Tell
- 1931 : Visage paranoïaque. Carte postale envoyée par Picasso à Dalí
- 1932 : Architecture surréaliste
- 1932 : Babaouo, publicité pour la publication du scénario du film
- 1932 : Balance. Objet surréaliste de la mémoire instantanée
- 1932 : Le Chevalier sur la tour
- 1932 : Le Cœur voilé
- 1932 : Début automatique d'un portrait de Gala (inachevé)
- 1932 : Essai surréaliste
- 1932 : Étude pour Grande Peinture
- 1932 : Étude pour Mémoire de la femme-enfant
- 1932 : Étude préliminaire pour Portrait de la vicomtesse Marie-Laure de Noailles
- 1932 : Fantasmes diurnes
- 1932 : Frontispice pour Le Revolver à cheveux blancs[2], par André Breton
- 1932 : Gradiva
- 1932 : Guillaume Tell, Gradiva et le Bureaucrate moyen
- 1932 : La Harpe invisible, fine et moyenne
- 1932 : L'Homme invisible
- 1932 : Mémoire de l'enfant-femme
- 1932 : Métamorphose paranoïaque du visage de Gala[3]
- 1932 : La Naissance des craintes liquides
- 1932 : La Naissance des désirs liquides
- 1932 : La Nostalgie du cannibale (image instantanée)
- 1932 : Œufs sur le plat (sans le plat)
- 1932 : Œufs au plat sans le plat
- 1932 : Ordinaire français. Pain avec deux œufs au plat sans plat
- 1932 : Pain anthropomorphe
- 1932 : Pain anthropomorphe
- 1932 : La Peinture vraie de « L'Île des morts », d'Arnold Böcklin à l'heure de l'Angélus
- 1932 : Personnage, étude pour Guillaume Tell
- 1932 : Phosphène de Laporte
- 1932 : Portrait de la vicomtesse de Marie-Laure de Noailles
- 1932 : La Rencontre de l'illusion et l'instant arrêté. Œufs frits dans une cuillère
- 1932 : Sans titre. Cycliste avec une miche de pain sur sa tête
- 1932 : Sans titre. Femme pain à la catalane
- 1932 : Sans titre (dessin érotique)
- 1932 : Sans titre
- 1932 : Suez
- 1932 : Symbole agnostique
- 1932-1933 : Les Approches des rêves
- 1932-1933 : Étude pour Méditation sur la harpe
- 1932-1933 : Étude pour l'infirmière dans Sevrage meubles. Nutrition
- 1932-1933 : Études pour Sevrage meubles. Nutrition
- 1932-1933 : Portrait de Gala
- 1932-1933 : Les Sources mystérieuses de l'harmonie
- 1932-1934 : Détail de Méditation sur la harpe
- 1933 : L'Angélus architectonique de Millet
- 1933 : Apparition de ma cousine Carolineta sur la plage de Rosas
- 1933 : Les Atavismes du crépuscule (Phénomène obsessif)
- 1933 : Avion chair, illustration pour Les Chants de Maldoror
- 1933 : Bureaucrate atmosphérocéphalique moyen en train de traire une harpe crânienne
- 1933 : Bureaucrate et machine à coudre, illustration pour Les Chants de Maldoror, par Lautréamont
- 1933 : Le Buste de femme rétrospectif
- 1933 : Cannibalisme des objets : verre-avion-cuillère-montre tête de mort de viande
- 1933 : Cannibalisme, illustrations pour Les Chants de Maldoror, par Lautréamont
- 1933 : La Charrette fantôme
- 1933 : La Charrette fantôme
- 1933 : Cheval surréaliste. Femme-Cheval
- 1933 : Chevalier de la Mort (variante)
- 1933 : Destin géologique
- 1933 : L'Énigme de Guillaume Tell
- 1933 : Étude pour L'Énigme de Guillaume Tell
- 1933 : Étude pour Portrait de la vicomtesse de Noailles
- 1933 : Figure surréaliste dans le paysage de Port Lligat
- 1933 : Figures surréalistes, Dessin de Dalí et Picasso
- 1933 : Fontaine nécrophile issue d'un grand piano
- 1933 : Gala et l'Angélus de Millet précédant l'arrivée imminente des anamorphoses coniques
- 1933 : Gradiva
- 1933 : L'Heure triangulaire
- 1933 : Image ambivalente
- 1933 : Les Juges
- 1933 : Moi-même à l'âge de dix ans lorsque j'étais enfant sauterelle
- 1933 : Montres molles
- 1933 : Le Phénomène de l'extase
- 1933 : Portrait de Gala avec deux côtelettes d'agneau en équilibre sur son épaule
- 1933 : Rêverie. Mot de passe : mélange, tous les états
- 1933 : Sans titre. Décès extérieur de la tête / Paul Éluard
- 1933 : Sans titre, étude pour des parties de Harpe invisible, fine et moyenne et de Crâne avec son appendice lyrique penchée sur un chevet, table…
- 1933 : Sphinx sucre
- 1933 : Sphinx sucre (détail)
- 1933 : Le Temple de l'Amour
- 1933-1934 : Deux visages de Gala
- 1933-1934 : Illustration pour Les Chants de Maldoror, de Lautréamont
- 1933-1934 : Sans titre
- 1934 : Affiche surréaliste
- 1934 : Allégorie d'un Noël américain
- 1934 : Anamorphose conique
- 1934 : Apparition de ma cousine sur la plage Carolinetta à Rosas
- 1934 : Buste de Joella Lloyd
- 1934 : Cannibalisme de la Mante religieuse de Lautréamont
- 1934 : Cardinal
- 1934 : Chair aérodynamique
- 1934 : Le Chevalier de la Mort
- 1934 : Le Chevalier de la Mort (Cavalier)
- 1934 : Chevalier surréaliste pour un tableau en quatre parties
- 1934 : Chevaliers surréalistes pour un tableau en quatre parties,cCentre droit
- 1934 : Coiffeur déprimé par le beau temps persistant
- 1934 : Conséquences
- 1934 : Conséquences : Gala Éluard, Dalí, André Breton, Valentine Hugo
- 1934 : Conséquences : Gala Éluard, Valentine Hugo, André Breton, Dalí
- 1934 : Conséquences : Valentine Hugo, André Breton, Éluard Gala, Dalí
- 1934 : Conséquences : Valentine Hugo, Dalí, André Breton, Éluard Gala
- 1934 : Côté ouest de « L'Île des Morts ». Reconstruction compulsive de l'image d'après Böcklin
- 1934 : Crâne atmosphérique sodomisant un piano à queue
- 1934 : Crâne avec son appendice lyrique penché sur une table de nuit qui devrait avoir la température exacte du nid de cardinal
- 1934 : Éléments énigmatiques dans un paysage[4]
- 1934 : Étude pour Cardinal, Cardinal !
- 1934 : Le Fantôme de Vermeer van Delft, pouvant être utilisé comme table
- 1934 : Le Fantôme de Vermeer van Delft
- 1934 : Le Fantôme de Vermeer van Delft
- 1934 : Figure avec tiroirs pour un tableau en quatre parties
- 1934 : Figure et drapé dans un paysage
- 1934 : Guerriers surréalistes pour un tableau en quatre parties, centre gauche
- 1934 : La Harpe invisible
- 1934 : L'Heure du visage âgé
- 1934 : Hommage à Millet. Pour Cécile, avec amitié
- 1934 : Hystérique et aérodynamique, Nu femme sur un rocher (1934)
- 1934 : « L'Île des Morts ». Section centrale, rénovée, image compulsive, d'après Böcklin
- 1934 : Image astrale paranoïaque
- 1934 : Instrument masochiste
- 1934 : Le Mannequin javanais
- 1934 : Méditation sur la harpe
- 1934 : Mélancolie. Pour Marcel Rémy, par amitié, Salvador Dalí
- 1934 : Moment de transition
- 1934 : Nuages fossiles
- 1934 : Omelette sur le point d'être irrémédiablement écrasée par des mains
- 1934 : Omelettes dynamiques avec herbes de Provence
- 1934 : Osmose éclipse et légumes
- 1934 : L'Ossification du cyprès le matin
- 1934 : Persistance du beau temps
- 1934 : Personnage. Omelettes
- 1934 : Le Petit Théâtre
- 1934 : Portrait de femme
- 1934 : Portrait de Gala avec un homard (portrait de Gala avec nez d'avion)
- 1934 : Portrait de René Crevel (dédié à Julien Green)
- 1934 : Portrait de René Crevel (L'homme à la cigarette)
- 1934 : Sans titre. Jeune fille avec un crâne
- 1934 : Sans titre (Paysage désert)
- 1934 : Sans titre (Rêves sur la plage)
- 1934 : La Sensation de vitesse
- 1934 : Le Sevrage des meubles. Nutrition
- 1934 : Le Signal d'angoisse
- 1934 : Le Spectre de l'Angélus de Millet
- 1934 : Spectre de la nuit sur la plage
- 1934 : Le Spectre du sex-appeal
- 1934 : Titre inconnu. Fantôme
- 1934 : La Tour
- 1934 : Vestiges ataviques après la pluie
- 1934-1935 : Le Bateau
- 1934-1935 : Meubles surréalistes, dessin préparatoire pour Singularités
- 1935 : Amas gazeux et crâne de harpe
- 1935 : L'Angélus de Gala
- 1935 : Cadavre exquis
- 1935 : Le Cavalier de la Mort
- 1935 : Dessin pour American Weekly
- 1935 : Don Quichotte
- 1935 : L'Écho nostalgique
- 1935 : L'Écho nostalgique
- 1935 : L'Écho du vide
- 1935 : Étude pour Banlieue de la ville paranoïaque-critique
- 1935 : Étude pour Prémonition de la guerre civile
- 1935 : Étude pour Prémonition de la guerre civile
- 1935 : Étude pour Prémonition de la guerre civile
- 1935 : Femme dans un chapeau de repos sur la plage, dessin pour American Weekly
- 1935 : Femme à la tête de roses
- 1935 : Image médiumniques-paranoïaque
- 1935 : Le Mystère surréaliste de New York, j'ai
- 1935 : Paranoïa. Solitude critique
- 1935 : Paysage d'après Chirico (inachevé)
- 1935 : Projet d'affiche
- 1935 : Puzzle d'automne
- 1935 : Réminiscence archéologique de l'Angélus de Millet
- 1935 : Solitude. Écho anthropomorphe
- 1935 : Thought Machine, illustration pour La Vie secrète de Salvador Dalí
- 1935 : Le Visage de Mae West pouvant être utilisé comme appartement surréaliste
- 1935 : Visage paranoïaque
- 1935 : Visage paranoïaque. La carte postale transformée
- 1935-1936 : Paranoïa
- 1936 : Apparition de la ville de Delft
- 1936 : Automobile fossilisée au cap de Creus
- 1936 : Banlieue d'une ville paranoïaque-critique. L'après-midi à la périphérie de l'histoire européenne
- 1936 : Buste avec tiroirs
- 1936 : Le Cabinet anthropomorphique
- 1936 : Calme blanc
- 1936 : Cannibalisme de l'automne
- 1936 : Colliers blactrique
- 1936 : Composition surréaliste aux personnages invisibles, deuxième version de Rochers de Llané
- 1936 : Construction molle aux haricots bouillis (Prémonition de la guerre civile)
- 1936 : Couverture du Minotaure
- 1936 : Décalcomanie
- 1936 : Écho morphologique (30 × 33 cm)
- 1936 : Écho morphologique (64 × 54 cm)
- 1936 : Étude de cavaliers
- 1936 : Étude pour Espagne
- 1936 : Étude pour Portrait géodésique de Gala
- 1936 : Étude pour Couple aux têtes pleines de nuages, détail
- 1936 : Étude pour la couverture du Minotaure, no 8
- 1936 : Fauteuil. Main
- 1936 : Femme avec tiroirs
- 1936 : Fourmi visage, dessin pour la couverture du catalogue de l'exposition Dalí à la galerie Reid Alex et Lefevre à Londres
- 1936 : Fumée aphrodisiaque
- 1936 : Fumée aphrodisiaque
- 1936 : Le Grand Paranoïaque
- 1936 : La Grotte des vertébrés. Séries Transfert
- 1936 : L'Homme avec la tête pleine de nuages
- 1936 : L'Homme à la tête d'hortensias bleus
- 1936 : L'Horizon oublié
- 1936 : Justice géologique
- 1936 : Messager dans un paysage palladinien
- 1936 : Midi
- 1936 : Monument hypnagogique
- 1936 : Notre amour
- 1936 : Pain sur la tête du fils prodigue
- 1936 : Paysage avec corde et fille évanescente
- 1936 : Le Pharmacien de l'Empordà ne cherchant absolument rien
- 1936 : Portrait freudien d'un bureaucrate
- 1936 : Portrait géodésique de Gala
- 1936 : Printemps nécrophilique
- 1936 : Le rêve met une main sur l'épaule d'un homme
- 1936 : Scène de plage (étude détaillée)
- 1936 : Singularités (Singularitats)
- 1936 : Table solaire
- 1936 : Tête de femme dans un champ de bataille
- 1936 : Tête de Gala vue de dos
- 1936 : Trois jeunes femmes surréalistes tenant dans leurs bras les peaux de l'orchestre
- 1936 : Un chimiste coupant avec une extrême précaution le cuticule d'un piano à queue
- 1936 : 'Couple aux têtes pleines de nuages
- 1936 : Un couple avec la tête pleine de nuages
- 1936 : Vénus de Milo aux tiroirs
- 1936 : Vénus de Milo aux tiroirs
- 1936 : Vêtements de nuit et jour
- 1936 : La Ville de tiroirs
- 1936 : La Ville de tiroirs, étude pour le Cabinet anthropomorphique
- 1936 : La Ville de tiroirs, étude pour le Cabinet anthropomorphique
- 1936 : Yang et Yin de l'Empordà
- 1936-1937 : Les Fourmis
- 1936-1937 : Mae West Lips Sofa
- 1937 : L'Arc hystérique
- 1937 : Cannibalisme des objets
- 1937 : Cannibalisme des tiroirs (composition avec tiroirs)
- 1937 : Ce à quoi les gratte-ciels ressembleront en 1987, dessin pour American Weekly
- 1937 : Chevaliers de la Mort
- 1937 : Le Corridor Thalia de Palladio
- 1937 : Création des monstres
- 1937 : Cygnes se reflétant en éléphants
- 1937 : Dîner dans le désert
- 1937 : Dîner dans le désert illuminé par les girafes en feu
- 1937 : Dîner surréaliste sur un lit (dessin pour un projet de film avec les Marx Brothers)
- 1937 : Étude pour Fausse Perspective
- 1937 : Étude pour Métamorphose de Narcisse
- 1937 : Études anatomiques, série Transfert
- 1937 : La Femme en feu
- 1937 : La Girafe en feu
- 1937 : La Girafe gravure
- 1937 : Gondole surréaliste dessus de vélos qui brûlent (dessin pour un projet de film avec les Marx Brothers)
- 1937 : Hérodote
- 1937 : L'Invention des Monstres
- 1937 : Métamorphose de Narcisse
- 1937 : Paysage païen moyen
- 1937 : Perspectives
- 1937 : Plage enchantée (Long, Siphon)
- 1937 : Portrait de Freud
- 1937 : Portrait imaginaire de Lautréamont à l'âge de dix-neuf ans
- 1937 : Reine Salomé
- 1937 : Sans titre. Femme à la tête de fleurs
- 1937 : Sans titre. Lampe avec tiroirs (dessin pour un intérieur)
- 1937 : Sans titre. Lampe standard avec des béquilles (dessin pour un intérieur)
- 1937 : Sans titre. Scène hystérique
- 1937 : Le Sommeil
- 1937 : Visions de l'éternité
- 1938 : Apparition d'un visage et d'un compotier sur une plage
- 1938 : L'Alarme
- 1938 : Le Téléphone aphrodisiaque
- 1938 : Apparition du visage de Vermeer sur le visage d'Abraham Lincoln, étude pour L'image disparaît
- 1938 : Bête mythologique
- 1938 : Composition. Deux femmes avec une ville en arrière-plan
- 1938 : Corridor de Palladio aux surprises dramatiques
- 1938 : Débris d'une automobile donnant naissance à un cheval aveugle mordant un téléphone
- 1938 : L'Énigme sans fin
- 1938 : Espagne
- 1938 : Étude pour l'auto-portrait Impressions d'Afrique
- 1938 : Étude pour l'auto-portrait Impressions d'Afrique
- 1938 : Étude pour le tableau L'image disparaît
- 1938 : Les Femmes coccyx
- 1938 : Figures imaginaires avec un arrière-plan de monuments espagnols, étude pour des costumes pour Coco Chanel
- 1938 : Gradiva
- 1938 : Homme invisible avec l'apparition sur la plage du visage de Garcia Lorca dans la forme d'un plat de fruits avec trois figures
- 1938 : L'image disparaît
- 1938 : Impressions d'Afrique
- 1938 : Lévrier
- 1938 : Mandoline. Compotier aux poires. Deux figures sur une table
- 1938 : Le Moment sublime
- 1938 : Philosophe inclinable
- 1938 : Plage avec téléphone
- 1938 : Plage au cap Creus avec femme assise vue de dos réparant une voile et bateau
- 1938 : Plage enchantée avec trois grâces fluides
- 1938 : Portrait de Sigmund Freud
- 1938 : Portrait de Sigmund Freud. Morphologie du crâne de Sigmund Freud, illustration pour La Vie secrète de Salvador Dalí
- 1938 : Sans titre
- 1938 : Scène de plage fantastique avec squelette et perroquet
- 1938 : Le Simulacre transparent de l'image simulée
- 1938 : Violettes impériales
- 1938 : Visage du Grand Crétin cyclopéen
- 1938-1939 : Sans titre. La Figure (inachevé)
- 1939 : L'actrice Betty Stockfeld se métamorphosant en une infirmière
- 1939 : Apparition d'une scène de guerre sur le visage du lieutenant Deschanel, couverture du Match
- 1939 : Bacchanale
- 1939 : Ballerine dans une tête de mort
- 1939 : Bébé carte du monde
- 1939 : Dessin pour Bacchanale
- 1939 : L'Énigme d'Hitler
- 1939 : Ensemble pour Bacchanale
- 1939 : Étude pour décors de ballet
- 1939 : Étude pour un portrait de Gala
- 1939 : Étude pour une figure Apparition de Vermeer sur le visage d'Abraham Lincoln
- 1939 : Gradiva devenant des fruits, des légumes, du porc, du pain grillé et des sardines
- 1939 : Gradiva, elle qui avance
- 1939 : Groupe de personnages
- 1939 : Métamorphose des cinq allégories de Giovanni Bellini
- 1939 : Métamorphose perverse de Freud (enfant bulgare mangeant un rat)
- 1939 : Métamorphose d'un buste d'un homme dans une scène inspirée de Vermeer
- 1939 : Métamorphose d'un buste d'un homme dans une scène inspirée de Vermeer
- 1939 : Paysage avec les téléphones dans un plat
- 1939 : Philosophe éclairé par la lumière de la lune et du soleil couchant
- 1939 : Portrait de Gala (inachevé, détail)
- 1939 : Portrait de Sigmund Freud de « La Vie secrète de Salvador Dalí »
- 1939 : Rencontre de la psychanalyse et de la morphologie
- 1939 : Le Rêve de Vénus
- 1939 : Shirley Temple, le plus jeune monstre sacré du cinéma de son temps
- 1939 : Sirène masquée en noir
- 1939 : Sirènes et les Grâces, ensemble de croquis de Dalí pour Bacchanale
- 1939 : La sphère attaque la pyramide, couverture du catalogue de l'exposition à la galerie Julien Levy à New York
- 1939 : Téléphone dans un plat avec trois sardines grillées vers la fin de septembre
- 1939 : Tristan fou

### 1940-1949
- 1940 : Araignée du soir… Espoir !
- 1940 : Arches avec Grenade, étude pour Marché d'esclaves avec apparition du buste invisible de Voltaire
- 1940 : Centaure (Le Triomphe du Nautilus)
- 1940 : Les Chiffres relatifs à l'escalier
- 1940 : Deux morceaux de pain, exprimant le sentiment de l'amour
- 1940 : Étude pour Le Marché aux esclaves avec l'apparence du buste invisible de Voltaire
- 1940 : Études d'anges
- 1940 : Famille des centaures marsupiaux
- 1940 : Groupe de femmes imitant les gestes d'un Schooner
- 1940 : Lady Mountbatten
- 1940 : Maison perforée avec Fruit Bowl
- 1940 : Marché d'esclaves avec apparition du buste invisible de Voltaire
- 1940 : Mars de Comittee. Papillon
- 1940 : Sans titre (Trois figures et un cyprès)
- 1940 : La Vieillesse. Adolescence. Enfance (Les trois âges)
- 1940 : Le Visage de la guerre
- 1940-1941 : L'Âge d'or. Famille des centaures marsupiaux
- 1940-1941 : Allégorie du soir
- 1941 : Autoportrait mou avec des lardons grillés
- 1941 : Bijoux
- 1941 : Bouche mystérieuse apparaissant dans le dos de ma nurse
- 1941 : Buste de Voltaire invisible
- 1941 : Conception de Labyrinthe
- 1941 : Conception de l'ensemble de Labyrinthe
- 1941 : Costume pour un nu avec une queue de morue
- 1941 : Ensemble pour Tristan et Isolde
- 1941 : Étude pour Marché d'esclaves avec l'apparence du buste invisible de Voltaire
- 1941 : Étude pour Péché originel
- 1941 : Étude pour Portrait de Madame Georges Tait, II
- 1941 : L'Œil du temps
- 1941 : Maquette de la scène pour Labyrinthe
- 1941 : Le miel est plus doux que le sang
- 1941 : Péché originel
- 1941 : Portrait de Gala
- 1941 : Portrait de Gala, étude pour Galarina
- 1941 : Portrait de Madame George Tait, II
- 1941 : Ruine avec tête de Méduse et du paysage
- 1941 : Scène de cabaret. Les figures au tableau. Faire un crâne, dessin pour le Nightmare in Moontide
- 1941 : Temple. Esquisse d'une scénographie
- 1941 : Tirage pour le verre dans la scène d'hallucination, dans le film Moontide, d'Alfred Hitchcock
- 1941 : Le Triomphe du Nautilus
- 1941 : Vêtements de voiture (Vêtu Automobile)
- 1941 : Le Visage de la guerre, dessin pour la scène de cauchemar dans le film Moontide
- 1942 : Animal
- 1942 : Composition (Deux Arlequins)
- 1942 : Conception de l'ensemble de Roméo et Juliette
- 1942 : Conception de l'ensemble de Roméo et Juliette, décors et appartements aile
- 1942 : Conception d'une affiche pour La Vie secrète de Salvador Dalí
- 1942 : Couple divin, esquisse pour Nativité d'un Nouveau Monde
- 1942 : Décor pour Roméo et Juliette
- 1942 : Design pour la décoration intérieure d'une bibliothèque Stable
- 1942 : Deux sur la Croix
- 1942 : Étude pour le jeu de Labyrinthe. Lutte contre le Minotaure
- 1942 : Étude pour la lutte contre les maladies vénériennes : S soldats prenez garde
- 1942 : Étude pour le tournage de Roméo et Juliette
- 1942 : Llamas, Llaman (jeu de mots : « les flammes » = « tu appelles/ils appellent »)
- 1942 : Maternité aux oiseaux
- 1942 : Mélancolie. Portrait de la chanteuse Claire Dux[5]
- 1942 : Mémorial à Roméo et Juliette
- 1942 : Naissance du nouveau Monde
- 1942 : Nu dans la plaine de Rosas
- 1942 : Parade équestre (éventuellement scénographie pour Roméo et Juliette)
- 1942 : Peinture murale pour Helena Rubinstein (panneau)
- 1942 : Peinture murale pour Helena Rubinstein (panneau)
- 1942 : Peinture murale pour Helena Rubinstein (panneau)
- 1942 : Portrait de Madame Luther Greene
- 1942 : Portrait de Madame Ortiz-Linares
- 1942 : Portrait du marquis de Cuevas
- 1942 : Saint George et le dragon
- 1942 : Sans titre. Conception pour la peinture murale pour Helena Rubinstein
- 1942 : Sans titre. Pour la campagne de lutte contre les maladies vénériennes
- 1942 : Sans titre. Scénographie (figures coupées en trois)
- 1942 : Tombe de Juliette
- 1942-1943 : Étude pour le portrait Princesse Arthchild Gourielli. Helena Rubinstein
- 1942-1943 : Guillaume Tell groupe
- 1943 : Le Bateau
- 1943 : Condottiere (Self-Portrait as Condottiere)
- 1943 : Enfant géopolitique observant la naissance de l'homme nouveau
- 1943 : Étude pour Galarina
- 1943 : Madone
- 1943 : Madone aux oiseaux
- 1943 : La Madone des oiseaux avec deux anges
- 1943 : Le Mendiant
- 1943 : Œufs brisés
- 1943 : Peinture pour toile de fond Café de Chinitas
- 1943 : La Poésie d'Amérique (inachevé)
- 1943 : Portrait de l'ambassadeur Cardenas
- 1943 : Portrait de Madame Harrison Williams
- 1943 : Princesse Arthchil Gourielli (Helena Rubinstein)
- 1943 : Rideau de scène pour le ballet Café de Chinitas
- 1943 : Saint Sébastien
- 1943 : Sans titre. Accessoires nouveaux
- 1943 : Le Triomphe de Tourbillon
- 1944 : Bouclier monumental pour Faces cachées
- 1944 : Colloque sentimental (Étude pour un ballet)
- 1944 : Composition de jambes s'appuyant, sur une série de publicités pour Bryans Hosiery
- 1944 : Danse. Les sept arts
- 1944 : Dessin pour la jaquette de Faces cachées
- 1944 : Étude pour l'Apothéose d'Homère
- 1944 : Étude pour l'ensemble du ballet Insane Tristan (La Loi)
- 1944 : Étude pour la toile de fond de Tristan fou (acte II)
- 1944 : Les Femmes métamorphosées. Les sept arts
- 1944 : Frontispice pour Faces cachées. Je suis la Dame…
- 1944 : Gala nue, étude pour Rêve causé par le vol d'une abeille autour d'une grenade, une seconde avant l'éveil
- 1944 : Musique. L'Orchestre rouge. Les sept arts
- 1944 : Paranoïa (figures surréalistes)
- 1944 : Rêve causé par le vol d'une abeille autour d'une grenade, une seconde avant l'éveil
- 1944 : Sans titre, design pour le ballon dans la séquence du rêve dans Fascination
- 1944 : Sans titre. Les sept arts
- 1944 : Sans titre. Les sept arts
- 1944 : Sans titre. Les sept arts
- 1944 : Tristan le fou
- 1944 : Tristan Insane, costumes pour les esprits de la Mort
- 1944 : Tristan et Isolde
- 1944 : Tristan et Isolde, étude pour l'ensemble du ballet Bacchanale
- 1944-1945 : L'Apothéose d'Homère
- 1944-1945 : Demi-tasse géante volant avec appendices incompréhensibles de cinq mètres de long
- 1944-1945 : Galarina
- 1945 : Affiche pour un ballet
- 1945 : Concept pour le film Fascination
- 1945 : Concept pour le film Fascination
- 1945 : Conception de l'ensemble du film Fascination
- 1945 : La Corbeille de pain
- 1945 : Dessin pour le film Fascination
- 1945 : Don Quichotte et les Moulins à vent
- 1945 : Étude pour Portrait de Madame Isabel Styler-Tas
- 1945 : Étude de la séquence du rêve pour le film Fascination
- 1945 : Fascination
- 1945 : Fontaine de lait qui se répand inutilement sur trois chaussures
- 1945 : Illustration pour Autobiographie de Benvenuto Cellini
- 1945 : Illustration pour Autobiographie de Benvenuto Cellini
- 1945 : Illustration pour Autobiographie de Benvenuto Cellini
- 1945 : Ma femme, nue, regardant son propre corps
- 1945 : Mélancolie
- 1945 : Nez de Napoléon
- 1945 : Le Pont brisé et le Rêve
- 1945 : Portrait de Madame Isabelle Styler-Tas
- 1945 : Quatre Illustrations : figures féminines avec chandelier
- 1945 : Résurrection de la chair
- 1945 : Sans titre. Portrait d'une femme
- 1945 : Sans titre. Scène avec Allégorie Marine
- 1945 : Sonate d'automne
- 1945 : Trois apparitions de la Visage de Gala
- 1945 : Victoire. Femme de se métamorphoser en un bateau avec des anges
- 1945 : Vitrine avec machine à coudre et parapluie
- 1945 : Les Yeux
- 1946 : Benvenuto Cellini et Jupiter
- 1946 : Composition. Portrait de Madame Eva Kolsman
- 1946 : La Couleur du mensonge
- 1946 : Étude de la publicité Désert, parfum
- 1946 : Image double pour Destino
- 1946 : Madonna
- 1946 : Métamorphose
- 1946 : Noël
- 1946 : Nu dans un paysage désert
- 1946 : Sans titre (Danses espagnoles dans un paysage)
- 1946 : La Tentation de saint Antoine
- 1946 : Trilogie du désert. Apparition d'un couple dans le désert, pour Fleur du désert, parfum
- 1946 : Trilogie du désert. Apparition d'une femme et de l'architecture en suspension dans le désert, pour Fleur du désert, parfum
- 1946 : Trilogie du désert. Fleur dans le désert
- 1946 : L'une des illustrations du Macbeth, de Shakespeare
- 1946-1947 : dessin pour Disney, Destino
- 1947 : L'Annonciation
- 1947 : Bataille et un pissenlit
- 1947 : Blé, oreille
- 1947 : La Cathédrale de Pouces (Les Pouces)
- 1947 : Cheval furieux couché sur un rocher sous les mers
- 1947 : Conception de Destino
- 1947 : Conception de Destino
- 1947 : Dématérialisation du nez de Néron
- 1947 : Dessin pour Secrets magiques
- 1947 : Équilibre de plumes (Balance inter-atomique de plumes de cygne)
- 1947 : Étude pour Leda atomica
- 1947 : Étude pour Leda atomica
- 1947 : Étude pour Dématérialisation du nez de Néron
- 1947 : Études pour les centres d'air et des morphologies molles de Leda atomica
- 1947 : Hollywood
- 1947 : Hollywood, illustration de couverture pour Sunset Magazine
- 1947 : Jour de la Vierge
- 1947 : Le Modèle impossible (dessin pour Secrets magiques)
- 1947 : Portrait de Picasso
- 1947 : Sans titre (Façade du Temple avec des explosions atomiques)
- 1947 : Les Trois Sphinx en bikini
- 1948 : Dessin pour le programme du ballet Comme il vous plaira, d'après la comédie de Shakespeare
- 1948 : Les Éléphants
- 1948 : Étude pour un portrait (inachevé)
- 1948 : Leda atomica (première version inachevée)
- 1948 : Portrait de Madame Mary Sigall
- 1948 : Portrait de Nada Pachevich
- 1948 : Sans titre. Homme nu dans un paysage
- 1948 : Sans titre, iIllustration pour Secrets magiques
- 1948 : Sans titre (Paysage)
- 1949 : Étude pour La Madone de Port Lligat
- 1949 : Lago di Garda
- 1949 : Leda atomica
- 1949 : La Madone de Port Lligat (première version)
- 1949 : Mai
- 1949 : Naples
- 1949 : Quatre fauteuils dans le ciel
- 1949 : Rome
- 1949 : Scénographie pour le ballet Los sacos del molinero
- 1949 : Scénographie pour le ballet Los sacos del molinero
- 1949 : Scénographie pour le ballet Los sacos del molinero
- 1949 : Scénographie pour le ballet Los sacos del molinero
- 1949 : Scénographie pour le ballet Los sacos del molinero
- 1949 : Scénographie pour le ballet Los sacos del molinero
- 1949 : La Turbie. Sir James Dunn Assis
- 1949-1950 : Martyr avenir des ondes supersoniques

### 1950-1959
- 1950 : Ange (étude)
- 1950 : Carnation et Drap d'Or
- 1950 : Christ en perspective
- 1950 : La Création d'Ève. Nature vivante double gagnant le sommeil de l'homme
- 1950 : Dalí à l'âge de six ans
- 1950 : Décor de Don Juan Tenorio
- 1950 : Design pour la scène de la mort dans Don Juan Tenorio
- 1950 : Élévation
- 1950 : Étude d'après Vierge à l'Enfant, de Piero della Francesca de La Madone de Port Lligat
- 1950 : Étude pour Moi-même à l'âge de six ans
- 1950 : Étude pour la draperie dans La Madone de Port Lligat
- 1950 : Étude pour l'enfant dans La Madone de Port Lligat
- 1950 : Étude pour la tête de La Madone de Port Lligat
- 1950 : Étude pour une toile de fond
- 1950 : Le Jugement de Pâris
- 1950 : Liège, étude pour La Madone de Port Lligat
- 1950 : La Madone de Port Lligat (détail)
- 1950 : La Madone de Port Lligat (deuxième version)
- 1950 : Métamorphose et désintégration dynamique d'un os de seiche devenant Gala, étude pour La Madone de Port Lligat
- 1950 : La Montre molle
- 1950 : Moustache de Dalí
- 1950 : Paysage de Port Lligat
- 1950 : Paysage de Port Lligat, avec les anges et pêcheur solitaire
- 1950 : Plage érotique
- 1950 : Rhinocéros Désintégration
- 1950-1951 : Carnation mystique
- 1950-1951 : Personnage à Genoux (phosphènes microphysiques)
- 1951 : Les Anges déchus, illustration de La Divine Comédie, de Dante
- 1951 : Les Brouettes
- 1951 : Cerberrus, illustration de La Divine Comédie, de Dante
- 1951 : Christ de saint Jean de la Croix
- 1951 : La Contemplation cosmique
- 1951 : Couronnement céleste
- 1951 : Sept corps nus et un crâne
- 1951 : Dante
- 1951 : Les Disciples de Simon, illustration de La Divine Comédie, de Dante
- 1951 : Étude pour Le Christ de saint Jean de la Croix
- 1951 : Explosion de Fleur
- 1951 : Explosion de la Madone
- 1951 : Illustration de la Divine Comédie, de Dante
- 1951 : Logicien infernal. Luciferˇ, illustration de La Divine Comédie, de Dante
- 1951 : Paysage avec cavalier et Gala
- 1951 : Portrait du colonel Jack Warner
- 1951 : Portrait de Katharina Cornell
- 1951 : Portrait de Madame Jack Warner
- 1951 : Portrait d'un enfant (inachevé)
- 1951 : La Reine des papillons
- 1951 : Sans titre (Fourmis et Oreilles de blé)
- 1951 : Tête raphaélesque éclatée
- 1951 : Tête raphaélesque éclatée
- 1952 : L'Ange de Port Lligat
- 1952 : L'Ange de Port Lligat
- 1952 : L'Arbre
- 1952 : Asummpta Corpuscularia Lapislazulina
- 1952 : Croix arithmosophique
- 1952 : Croix nucléaire
- 1952 : Dynamique raphaëlesques
- 1952 : Étude pour la tête de la Vierge
- 1952 : Figure équestre moléculaire
- 1952 : Galatée aux sphères
- 1952 : Madone corpusculaire
- 1952 : Madone corpusculaire
- 1952 : Nature morte eucharistique
- 1952 : Opposition
- 1952 : Placidia Gala
- 1952 : Raccourcissement de Gala
- 1952 : Tête explosée
- 1952 : Tête nucléaire d'un ange
- 1952-1954 : La Désintégration de la persistance de la mémoire
- 1952-1954 : Tête d'un ange gris
- 1953 : Cœur Royal
- 1953 : Conception de Dalí pour un concours de mode sous le thème « La Femme du futur »
- 1953 : Dessins de costumes pour Le Ballet des Vendangeurs
- 1953 : Dessins de costumes pour Le Ballet des Vendangeurs
- 1953 : Dessins de costumes pour Le Ballet des Vendangeurs
- 1953 : Tortue pour Le Ballet des vendangeurs
- 1953 : Vendangeurs : Chariot de Bacchus
- 1954 : Autoportrait en Mona Lisa
- 1954 : Cavalier romain en Espagne
- 1954 : Le Colosse de Rhodes
- 1954 : Corpus Hypercubus « Crucifixion »
- 1954 : Croix-Ange
- 1954 : Crucifixion
- 1954 : Dalí nu
- 1954 : Désintégration rhinocérontique d'« Illissus » de Phidias
- 1954 : Deux Adolescents
- 1954 : Esquisse pour Montre molle volant en éclats après vingt ans d'immobilité complète
- 1954 : Fantaisie équestre. Portrait de Lady Dunn
- 1954 : Figure anthropomorphe
- 1954 : Gala contemplant le Corpus Hypercubicus
- 1954 : Galatée
- 1954 : Jeune Vierge autosodomisée par les cornes de sa propre chasteté
- 1954 : Microphysique de la Madone
- 1954 : Midi (caserne de Port Lligat)
- 1954 : Montre molle au moment de la première explosion
- 1954 : Les Murs de Babylone
- 1954 : Le Phare d'Alexandrie
- 1954 : Le Phare d'Alexandrie
- 1954 : Portrait de Gala avec symptômes rhinocérontiques
- 1954 : Portrait de Madame Ann Woodward
- 1954 : Portrait de Madame Reeves
- 1954 : Les Pyramides et le Sphynx de Gizeh
- 1954 : Le Rocher au Papillon
- 1954 : Sept Mouches et un Modèle
- 1954 : Statue de Zeus olympique
- 1954 : Symphonie en rouge
- 1954 : Tête bombardé avec des grains de blé (tête corpusculaire sur le village de Cadaqués)
- 1954 : Vierge à l'Enfant de particules (dessin nucléaire)
- 1954 : La Vitesse maximale de la Madone de Raphaël
- 1955 : L'Ascension de sainte Cécile
- 1955 : Buste rhinocérontique de « La Dentellière » de Vermeer
- 1955 : La Cène
- 1955 : Les Chiffres rhinocérontiques
- 1955 : Combat (Guerriers microphysiques)
- 1955 : Cornes bleues, croquis d'écharpe
- 1955 : La Dentellière, copie du tableau de Vermeer van Delft
- 1955 : Deux disciples, étude pour La Dernière Cène
- 1955 : Étude paranoïaque critique de « La Dentellière » de Vermeer
- 1955 : Étude pour La Dernière Cène
- 1955 : Illustration pour Tres Picos
- 1955 : Portrait de Laurence Olivier dans le rôle de Richard III
- 1955 : Portrait rhinocérontique de « La Dentellière » de Vermeer
- 1955 : Le Rhinocéros habillé en dentellière
- 1955 : Le Rhinocéros habillé en dentellière (détail)
- 1955 : Sans titre (L'Incroyable Aventure de « La Dentellière » de Vermeer)
- 1956 : L'Assomption anti-protonique
- 1956 : Assumpta Canaveral
- 1956 : Chair de poule rhinocérontique
- 1956 : Costumes fantaisie
- 1956 : Le Crâne de Zurbarán
- 1956 : L'Enfant Jésus
- 1956 : Étude pour Nature morte vivante
- 1956 : Étude pour un bol de fruits dans Nature morte. Déménagement rapide
- 1956 : L'Hirondelle immobile, étude pour Nature morte. Déménagement rapide
- 1956 : Nature morte vivante
- 1956 : Saint entouré par trois mésons-pi
- 1956 : Sainte-Hélène de Port Lligat
- 1956 : Sans titre (Paysage aux papillons)
- 1956 : Vase de fleurs
- 1956 : Verre à vin et bateau
- 1956-1957 : Don Quichotte
- 1956-1957 : Don Quichotte
- 1956-1957 : Don Quichotte
- 1956-1957 : Don Quichotte
- 1957 : L'Âge d'or (Don Quichotte)
- 1957 : Avaler
- 1957 : Le Duc d'Urbino (Portrait du comte Theo Rossi di Montelera)
- 1957 : Les Femmes métamorphosées. Les sept arts
- 1957 : Le Grand Opéra
- 1957 : Orchestre rouge
- 1957 : Rhapsodie moderne. Les sept arts
- 1957 : Rock'n Roll
- 1957 : Saint Jean
- 1957 : Santiago El Grande
- 1957 : Sorcellerie. Les Sept Arts
- 1957 : Tour Céleste
- 1957-1958 : Paysage de papillon (Le Grand Masturbateur dans un paysage surréaliste avec ADN)
- 1957-1958 : Sans titre (Paysage surréaliste)
- 1958 : Ange
- 1958 : Ange pi-mésonique
- 1958 : Ascension
- 1958 : L'Ascension du Christ
- 1958 : Bouffon pour « L'Aventure prodigieuse de la dentellière et du rhinocéros »
- 1958 : Christ de « L'Apocalypse de saint Jean »
- 1958 : Couverture de L'Apocalypse de saint Jean
- 1958 : Détail de Paysage au clair de lune avec un accompagnement
- 1958 : Étude pour La Découverte de l'Amérique par Christophe Colomb
- 1958 : Madone cosmique
- 1958 : La Madone Sixtine
- 1958 : La Madone Sixtine (détail)
- 1958 : Métamorphose du visage d'Hitler dans un paysage au clair de lune avec un accompagnement
- 1958 : Le Pape oreille
- 1958 : Paysage près de Port Lligat
- 1958 : Portrait de Chester Dale et de son chien Coco
- 1958 : Portrait de sir James Dunn
- 1958 : Rapprochement logique d'un bouton de culotte et une paire de cerises
- 1958 : La Rose méditative
- 1958 : Saint allégorique et des anges en adoration du Saint-Esprit
- 1958 : Scène religieuse en particules
- 1958 : Squelette radiolaire, illustration pour Secrets magiques
- 1958 : Velázquez peignant l'infante Marguerite avec les lumières et les ombres de sa propre gloire
- 1958-1959 : La Découverte des Amériques par Christophe Colomb
- 1958-1960 : Dionysos crachant l'image complète de Cadaqués sur le bout de la langue d'une femme gaudínienne de trois étages
- 1959 : Christ sur un caillou
- 1959 : De l'éducation très monarchique des Jeunes
- 1959 : Étude pour Femme se déshabillant
- 1959 : Femme se déshabillant
- 1959 : Léda et le Cygne
- 1959 : Pietà de « L'Apocalypse selon saint Jean »
- 1959 : Port Lligat au coucher du soleil
- 1959 : Portrait de Reinaldo Herrera Marquis De Casa Torre
- 1959 : Le Vase de bleuets
- 1959 : La Vierge de Guadeloupe

### 1970-1979

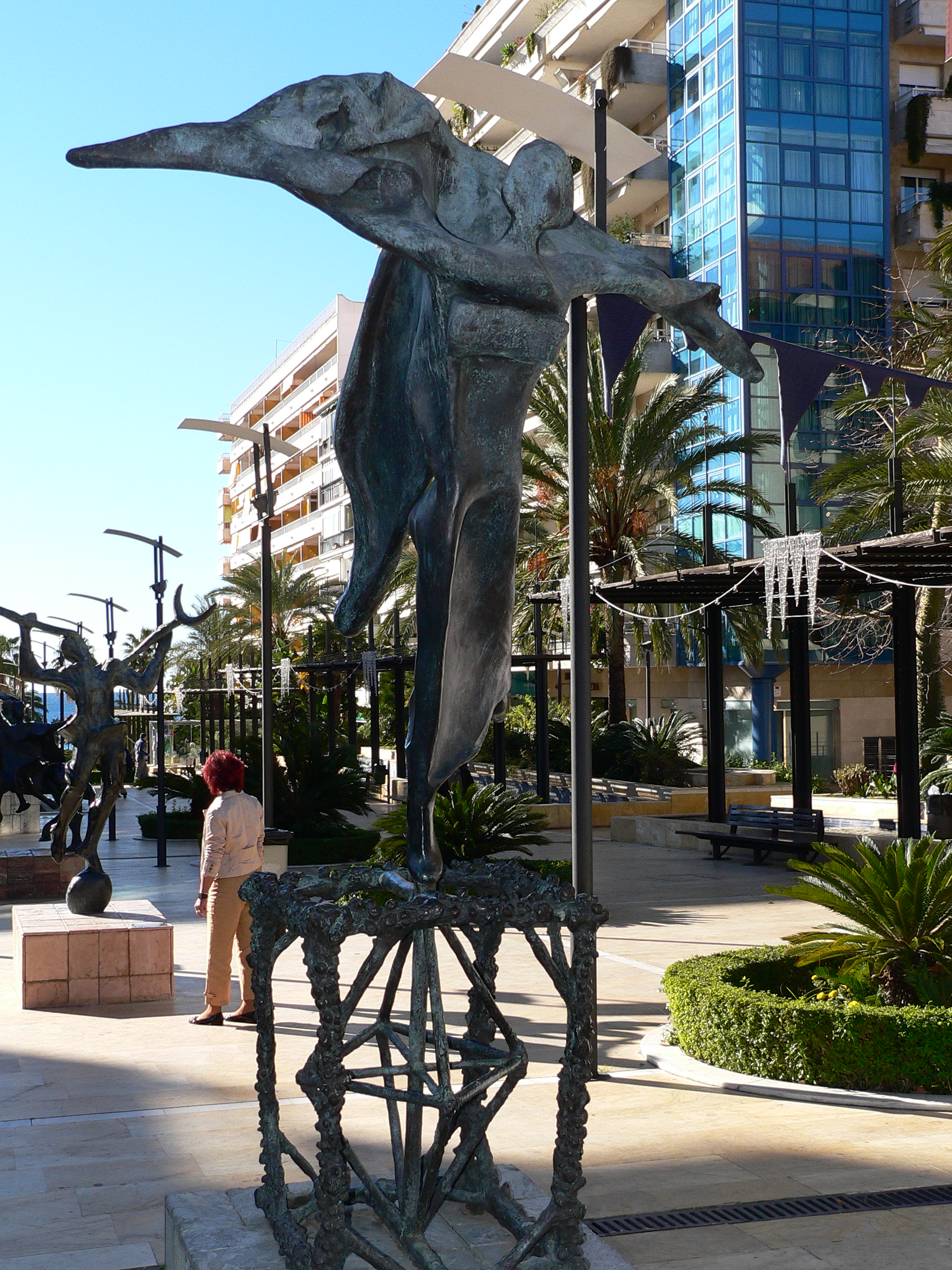
Gala Gravida (1978).

- 1970 : Les Amoureux des patients (Apparition d'un visage stéréoscopique dans le paysage Ampurdan)
- 1970 : Ange de la Victoire
- 1970 : Apparition de Vénus
- 1970 : Le Cavalier de l'Apocalypse
- 1970 : Christ
- 1970 : Les Demoiselles D'Avignon (Les filles d'Avignon)
- 1970 : Esquisse d'un plafond du théâtre-musée Dalí
- 1970 : Étude pour la décoration du plafond de Púbol
- 1970 : Hannibal traversant les Alpes
- 1970 : Hannibal traversant les Alpes
- 1970 : Masque mortuaire de Napoléon
- 1970 : Masque mortuaire de Napoléon
- 1970 : Masque mortuaire de Napoléon. Peut être utilisé comme couverture pour un rhinocéros
- 1970 : Op Rhinocéros
- 1970 : Personnages nus au cap Creus
- 1970 : Portrait de John Theodoracopoulos
- 1970 : Portrait de Picasso (J'ai trop connu l'Empereur)
- 1970 : Projet de piscine à Púbol
- 1970 : Saint Georges et la Demoiselle
- 1970 : Sans titre (tête de Michel-Ange avec tiroirs)
- 1970 : La Senyera dalínienne (drapeau national catalan)
- 1970 : Silhouette d'un funambule et d'un Clown
- 1970 : Tête otorhinologique de Vénus
- 1970 : tête otorhinologique de Vénus
- 1970 : Victoire de Samothrace
- 1971 : Le Banquier (série de onze gouaches sur différentes professions)
- 1971 : Le Char d'Or
- 1971 : Cheval de Caligula (Chevaux de Dalí)
- 1971 : Le Chevalier chrétien (Chevaux de Dalí)
- 1971 : Clauilegnio. Le cheval flamboyant (Chevaux de Dalí)
- 1971 : Concept pour la piscine à Port Lligat
- 1971 : Dalí en enfant avec son père
- 1971 : Docteur, Docteur
- 1971 : Figure avec le drapeau, iIllustration pour Mémoires du surréalisme
- 1971 : Lady Godiva (Chevaux de Dalí)
- 1971 : Maintenant, c'est le soir (Amazone)
- 1971 : Plafond de la salle du château de Gala à Púbol
- 1971 : La Seconde Venue du Christ
- 1971 : La Seconde Venue du Christ
- 1971 : Vue de Púbol
- 1971 : Vue de Púbol
- 1972 : Autoportrait, photomontage avec le fameux « Mao-Marilyn » que Philippe Halsman a créé au souhait de Dalí
- 1972 : Espace Eve
- 1972 : La Fille de la tramontane
- 1972 :  Gala - Elena Ivanovna Diakonova – dit., GALA Bronce sculpture, unique[7]
- 1972 : Gala Rêve (Rêve du paradis)
- 1972 : Marilyn Monroe
- 1972 : Ouverture en Trompe-l'œil
- 1972 : Palette « Dalí », frontispice pour le contour de « Les Peintures de clés Dalí »)
- 1972 : Polyèdre. Les joueurs de basket-ball se transforment en anges (Assemblage d'un hologramme. L'élément central)
- 1972 : Quantification de Léonard de Vinci « La Cène »
- 1972 : Radiateurs, Radiateur-Couvertures
- 1972 : Sans titre (Peinture stéréoscopique)
- 1972 : Sfumato
- 1972 : Trajan à cheval
- 1972 : Le Visage
- 1972-1973 : Dalí de dos peignant Gala de dos éternisée par six cornes virtuelles provisoirement réfléchies dans six véritables miroirs (inachevé)
- 1972-1973 : Dalí de dos peignant Gala de dos éternisée par six cornes virtuelles provisoirement réfléchies dans six véritables miroirs (inachevé)
- 1972-1973 : Le Fumeur de couchage
- 1972-1973 : Le Fumeur de couchage
- 1972-1973 : Palais des vents
- 1972-1973 : Palais des vents, peinture du plafond dans le théâtre-musée Dalí (détail)
- 1973 : Derrière
- 1973 : Étude pour la commémoration de Premier cylindre. Portrait du cerveau de Alice Cooper
- 1973 : Figurine-Nike sur un socle
- 1973 : Gala. château de Púbol
- 1973 : Las Galas de Port Lligat
- 1973 : Hercule et Gravida
- 1973 : Hitler se masturbant
- 1973 : Holos! Holos! Velazquez! Gabor!
- 1973 : Plafond du palais des vents
- 1973 : Pomona, Automne
- 1973 : Portrait du docteur Brian Mercer
- 1973 : Trois grâces hyper-réalistes (lutte contre le racisme)
- 1973-1979 : Le Prince de sommeil (El principe de ensueno)
- 1974 : L'Ange de l'Alchimie
- 1974 : Bataille dans les Nuages
- 1974 : Blessé Montre molle
- 1974 : Buste de Velazquez mise en trois figures conversant
- 1974 : La Chaussure (fonctionnement objet surréaliste symbolique)
- 1974 : La Chaussure (fonctionnement objet surréaliste symbolique) (reconstruction)
- 1974 : Christ de saint Jean de la Croix
- 1974 : Fauteuil avec Paysage peint pour Château de Gala à Púbol
- 1974 : Femme nue debout
- 1974 : Gala à la fenêtre
- 1974 : Gala Pied
- 1974 : Gala Pied (panneau de droite)
- 1974 : Gala Pied (panneau de gauche)
- 1974 : Libération d'Angelica Ruggiero
- 1974 : La Messe Noire
- 1974 : Métamorphose Cranach (Femme dans un miroir)
- 1974 : Nieuw Amsterdam
- 1974 : Nu devenant un escalier
- 1974 : Palais des vents
- 1974 : Palais des vents
- 1974 : Patio-jardin du musée Dalí à Figueres Théâtre
- 1974 : Personnage avec cygne
- 1974 : Le Phénix
- 1974 : Portrait équestre de Carmen Franco-Bordiu
- 1974 : Pour Meli
- 1974 : Transformation de la couverture « Antiques », dans le magazine Apparition d'un visage
- Vers 1975 : Gala nue regardant la mer qui à 18 mètres laisse apparaître le président Lincoln, première version
- 1975 : Illustration de Roméo et Juliette (Dalí)
- 1975 : Castor et Pollux
- 1975 : Étude pour Le Président
- 1975 : Flamme-Figure
- 1975 : La Girafe (la girafe d'Avignon)
- 1975 : Lulle. Hommage à Raymond Lulle (conception pour une peinture de plafond)
- 1975 : Nu dans un paysage
- 1975 : Le Président, travail stéréoscopique, composant droit
- 1975 : Le Président, travail stéréoscopique, composant gauche
- 1976 : Architectural Design (Economie Eye Catching)
- 1976 : Le Bassin de lavage, travail stéréoscopique, composant droit
- 1976 : Le Bassin de lavage, travail stéréoscopique, composant gauche
- 1976 : Dessin préparatoire pour Le Président
- 1976 : Double-Christ
- 1976 : Double-Christ
- 1976 : Étude pour Las Meninas, travail stéréoscopique, composant droit
- 1976 : Étude pour Las Meninas, travail stéréoscopique, composant gauche
- 1976 : Gala contemplant la mer Méditerranée qui à vingt mètres devient le portrait d'Abraham Lincoln. Hommage à Rothko (deuxième version)
- 1976 : Harmonie musicale
- 1976 : Hommage à la philosophie
- 1976 : La Licorne (inachevé)
- 1976 : Monstre doux (Monstruo blando adormercido)
- 1976 : Perseu
- 1976 : Le Président, travail stéréoscopique, composant droit
- 1976 : Le Président, travail stéréoscopique, composant gauche
- 1976 : Trajan à cheval
- 1976-1977 : Las Meninas (Les servantes en attente), travail stéréoscopique, composant droit
- 1976-1977 : Las Meninas (Les servantes en attente), travail stéréoscopique, composant gauche
- 1976-1977 : Portrait de Gala
- 1977 : Ange surréaliste
- 1977 : Corrélogramme Randomdot. La Toison d'or, travail stéréoscopique, composant droit (inachevé)
- 1977 : Corrélogramme Randomdot. La Toison d'or, travail stéréoscopique, composant gauche (inachevé)
- 1977 : Crânes tendres avec œuf au plat sans la plaque, Anges et Montre molle dans un paysage Angélique
- 1977 : Dalí soulevant la peau de la mer Méditerranée pour montrer à Gala la naissance de Vénus, travail stéréoscopique, composant droit
- 1977 : Daphné : la Femme Arbre
- 1977 : Espagnol chevalier
- 1977 : Étude pour Dalí soulevant la peau de la mer Méditerranée pour montrer à Gala la naissance de Vénus
- 1977 : Fertilité
- 1977 : La Licorne heureuse
- 1977 : Main de Dalí de dos, Dessin de la toison d'or dans la forme d'un nuage pour montrer à Gala l'aube, complètement nue, très, très loin derrière le soleil, travail stéréoscopique, composant droit
- 1977 : Main de Dalí de dos, Dessin de la toison d'or dans la forme d'un nuage pour montrer à Gala l'aube, complètement nue, très, très loin derrière le soleil, travail stéréoscopique, composant gauche
- 1977 : Las Meninas (Les femmes de ménage en attente). Premier métaphysique peinture hyperréaliste (inachevé)
- 1977 : Monument dédié à Francesco Pujol (philosophe catalan)
- 1977 : Nike, déesse de la Victoire de Samothrace, apparaît dans un arbre baigné de lumière
- 1977 : Patio du théâtre-musée Dalí
- 1977 : Paysage angélique
- 1977 : Portrait de Gala
- 1977 : Salle Mae West
- 1977 : Sans titre
- 1977 : Tête d'Aurore, après Michel-Ange (détail d'une figure sur la tombe de Lorenzo Di Medici)
- 1977 : Tête (escalier-chemin dans le musée)
- 1977 : Vierge à l'hirondelle
- 1978 : Allégorie du Printemps
- 1978 : Composition stéréoscopique, sur la base de « L'Angélus » de Millet (inachevé)
- 1978 : Composition stéréoscopique, sur la base de « L'Angélus » de Millet (inachevé)
- 1978 : Étude pour L'Harmonie des sphères
- 1978 : Femme avec des œufs et des flèches
- 1978 : Gala Christ, travail stéréoscopique, composant droit
- 1978 : Gala Christ, travail stéréoscopique, composant gauche
- 1978 : Gala Gravida
- 1978 : L'Harmonie des sphères
- 1978 : Odalisque cybernétique
- 1978 : L'Œil de l'Angélus, travail stéréoscopique, composant droit, inachevé
- 1978 : L'Œil de l'Angélus, travail stéréoscopique, composant gauche, inachevé
- 1978 : Paysage de Empordà
- 1978 : Paysage de l'Empordà
- 1978 : Pierrot lunaire, travail stéréoscopique, inachevé
- 1978 : Les Ténias sombres
- 1978 : Un timbre-poste conçu par Dalí pour le courrier français
- 1979 : Aurore, midi, coucher de soleil et crépuscule
- 1979 : Bataille dans les nuages, travail stéréoscopique, composant droit
- 1979 : Bataille dans les nuages, travail stéréoscopique, composant gauche
- 1979 : Bouquet Gala
- 1979 : Copie d'une copie d'un Rubens Leonardo
- 1979 : Étude pour « Compianto Diabele » de Canova (inachevé)
- 1979 : Hallucination raphaélesque
- 1979 : Nu et Cheval avec Métamorphose (inachevé)
- 1979 : Phosphène
- 1979 : Plus belle que Casanova
- 1979 : La Recherche de la quatrième dimension
- 1979 : Sardane pentagonale, travail stéréoscopique, composant droit
- 1979 : Sardane pentagonale, travail stéréoscopique, composant gauche
- 1979 : Les Trois Grâces de Canova (inachevé)
- 1979 : Une montre molle mettre à la place appropriée pour provoquer un jeune éphèbe à mourir et être ressuscité par excès de satisfaction (inachevé)
- 1979 : Vive la gare de Perpignan. Figueres en direct
- 1979-1980 : Athènes brûle ! L'École d'Athènes et de l'Incendie du Borgo, travail stéréoscopique, composant droit
- 1979-1980 : Athènes brûle ! L'École d'Athènes et de l'Incendie du Borgo, travail stéréoscopique, composant gauche

### 1980-1985
- 1980 : Arabes
- 1980 : Arabes
- 1980 : Le Cheval gai
- 1980 : Dormir Narcisse jeunes
- 1980 : Sans titre (Bridge avec Réflexions, esquisse pour un tableau d'image double) (inachevé)
- 1980 : Sans titre (Paysage avec des êtres célestes)
- 1980-1981 : Autour d'un groupe de nu couché. Velázquez
- 1981 : "Femme à la tête de roses" - Dans 1935 Dali peint la "Femme à la tête de roses" hommage au vers de René Crevel paru dans la  revue surréaliste Le Minotaure: «Mais qu'elle apparaisse et c'est le printemps. Une boule de fleurs va lui servir de tête. Son cerveau est à la fois la ruche et le bouquet...». Des décennies plus tard (1981), il en fait une sculpture surélevée et supportée par des béquilles. Cette belle créature phytomorphe exprime à la fois la grâce et la rigidité, la féminité et l'animalité[8],[9].
- 1981 : Amphitrite
- 1981 : Les Anges exterminateurs
- 1981 : Apparition du visage de l'Aphrodite de Cnide dans un paysage
- 1981 : Argus
- 1981 : Le Chemin de l'énigme, première version
- 1981 : Le Chemin de l'énigme, deuxième version
- 1981 : Le Cygne gazeux
- 1981 : Femme sur un Ram
- 1981 : Figure assise contemplant un « grand ténia masturbateur »
- 1981 : Gala dans un patio regardant le ciel, où la figure équestre du prince Baltasar Carlos et plusieurs constellations (toutes) apparaissent, d'après Velázquez
- 1981 : Le Grand Ténia masturbateur, apparaît derrière des arcades
- 1981 : Hermès
- 1981 : Le Jardin des Heures
- 1981 : Jason porte la Toison d'or (inachevé)
- 1981 : Lecture. Scène de famille avec lampe
- 1981 : Médée ou Jason prenant possession de la toison d'or
- 1981 : Mercure et Argos
- 1981 : Noble espagnol avec une croix de Brabant sur son pourpoint
- 1981 : Paysage
- 1981 : Paysage avec rocher en forme d'un arc de triomphe
- 1981 : La Perle
- 1981 : Personnages (Scène d'après Goya)
- 1981 : Prêt-à-porter mode pour le printemps prochain: « Guirlandes, nids et les fleurs »
- 1981 : Sans titre (Buste de femme drapée)
- 1981 : Sans titre (Paysage imaginaire à Púbol)
- 1981 : Sans titre (Peau d'une plage)
- 1981 : Sans titre (Tête de femme) (inachevé)
- 1981 : Tour
- 1981 : Tour
- 1981 : La Tour des Énigmes
- 1981 : Les Tours
- 1981 : Trois personnages féminins en robes de fête
- 1981-1982 : Personnage classique et tête (inachevé)
- 1982 : Les Chiffres atmosphéro-céphaliques
- 1982 : Contorsion architectural de El Escorial
- 1982 : Dans la cour de l'Escorial, la silhouette du nain Sebastian de Morra, dans lequel le visage de Gala, entouré de signes catastrophiques, apparaît, travail stéréoscopique (inachevé)
- 1982 : D'après Michel-Ange « Moïse », sur le tombeau de Julius II à Rome
- 1982 : D'après Michel-Ange « Enfant debout »
- 1982 : D'après la tête de « Giuliano de Médicis », Florence
- 1982 : Don José Nieto Velazquez de « Las Meninas » de Velázquez, musée du Prado, Madrid
- 1982 : Double victoire de Gaudí
- 1982 : El Escorial et Calligraphie en forme de catastrophe
- 1982 : Énigme (version inachevée de Les Trois Glorieuses Énigmes de Gala)
- 1982 : Étude pour Ole (inachevé)
- 1982 : Étude topologique pour Tête éclatée
- 1982 : Les Femmes Mirror Mirror. Têtes
- 1982 : « Giuliano de Médicis » de Michel-Ange, vu de dos
- 1982 : Guerrier
- 1982 : L'infante Marguerite de Vélasquez figurant dans la silhouette de cavaliers dans la cour de l'Escorial
- 1982 : Martyr. Inspiré par les souffrances de Dalí dans sa maladie
- 1982 : Ole
- 1982 : Paysage avec image cachée du « David » de Michel-Ange
- 1982 : Personnage d'après Michel-Ange « Aube » sur la tombe de Lorenzo di Medici
- 1982 : Personnage dans l'eau, d'après un dessin de Michel-Ange pour la « Résurrection du Christ »
- 1982 : Personnage inspiré par l'Adam du plafond de la chapelle Sixtine
- 1982 : Personnage de pierre d'après la tête du Christ dans la « Pietà » de Palestrina par Michel-Ange
- 1982 : Pietà
- 1982 : Pietà
- 1982 : Saint Sébastien
- 1982 : Sans titre. Figure équestre du prince Baltasar Carlos, d'après Velázquez, avec les figures de la Cour de la Escorial
- 1982 : Sans titre. Les figures nues d'après Michel-Ange
- 1982 : Sans titre (Composition. Cour de l'Escorial à la figure et Sebastián de Morra, nain de Velázquez)
- 1982 : Sans titre (d'après « La Nuit » de Michel-Ange)
- 1982 : Sans titre (Première étude pour « Les Trois Glorieuses Énigmes de Gala »)
- 1982 : Scène dans la cour de l'Escorial avec une figure de premier plan inspirée par « Le Soir » de Michel-Ange sur la tombe de Lorenzo di Medici
- 1982 : Sebastian de Morra avec des signes catastrophiques, travail stéréoscopique (inachevé)
- 1982 : Tête éclatée
- 1982 : Le Tombeau de François Pujols
- 1982 : Les Trois Glorieuses Énigmes de Gala
- 1982 : Les Trois Glorieuses Énigmes de Gala (deuxième version)
- 1982 : Velázquez mourant derrière la fenêtre sur le côté gauche d'où une cuillère est projetée
- 1982 : Velázquez et un personnage
- 1982-1983 : Vénus de Milo hystérique
- 1983 : Le Camion (Nous arriverons plus tard, vers cinq heures)
- 1983 : Chambre et table de chevet attaquant férocement un violoncelle
- 1983 : Le Cheval de Triomphe
- 1983 : Contorsion topologique d'un personnage féminin
- 1983 : Contorsion topologique d'un personnage féminin devenant un violoncelle
- 1983 : Descente de croix d'un Christ-violoncelle
- 1983 : L'Enlèvement topologique de l'Europe. Hommage à René Thom
- 1983 : Escalope et allumette. Le crabe chinois
- 1983 : Étude pour Lit et deux tables de chevet attaquant férocement un violoncelle
- 1983 : Étude pour Lit et table de chevet attaquant férocement un violoncelle
- 1983 : Guerrier monté sur un éléphant dominant un violoncelle
- 1983 : Lit et deux chevets attaquant férocement un violoncelle
- 1983 : Lit et deux chevets attaquant férocement un violoncelle
- 1983 : Lit et deux chevets attaquant férocement un violoncelle (dernier état)
- 1983 : Lit et deux chevets attaquant férocement un violoncelle (stade final)
- 1983 : Lit, chaise et une table de chevet attaquant férocement un violoncelle
- 1983 : Othello rêvant de Venise
- 1983 : Pietà
- 1983 : La Pietà du violoncelle-Christ
- 1983 : La Queue d'aronde
- 1983 : Saint George terrassant le violoncelle
- 1983 : Sans titre. Série sur les catastrophes
- 1983 : Sans titre. Tête d'un noble espagnol, façonné par le modèle catastrophe d'une queue d'hirondelle, et de deux moitiés de violoncelle
- 1983 : Sans titre (d'après « Le Jour » de Michel-Ange)
- 1983 : Sans titre (Personnages, Pietà, Signes catastrophiques)
- 1983 : Tête inspiré par Michel-Ange
- 1983 : Tête, d'après Michel-Ange, « Giuliano de Médicis »
- 1983 : Torre Galatea
- 1983 : Voiture
- 1984 : Alice au pays des merveilles
- 1984 : La Danse
- 1984 : Le Profil du temps
- 1984 : Le Profil du temps
- 1985 : « Bracceli », le guerrier avec un cadavre. Série Torero
- 1985 : Deux phénix en combat. Série Torero
- 1985 : Interprétation de la toile « Los Capricichos » de Goya
- 1985 : Six concepts de cartes à jouer. Le Joker
- 1985 : Tête d'Europe. Séries Torero

## Autres travaux

### Roman
Sous l'impulsion du poète Federico García Lorca, Dalí tenta de s'approcher des lettres par le biais du « roman pur ». Dans sa production littéraire seulement, Dalí décrivit, en termes visuels vifs, les intrigues et les amours d'un groupe d'aristocrates excentriques au style de vie luxueux et extravagant, symbolisant la décadence des années 1930.
- 1944 : Visages cachés, Stock, 29 octobre 1973, chap. 2720

### Livres

#### Éditions françaises
- 1930 : La femme visible, Paris, Éditions Surréalistes, 1930, 80 p.
- 1933 : Le Mythe tragique de l'Angélus de Millet, Allia, coll. « Livres d'art », 2011, 144 p.  (ISBN 978-2-84485-418-6).
- 1942 : La Vie secrète de Salvador Dalí. Suis-je un génie ?, édition critique établie par Frédérique Joseph Lowery à partir des manuscrits de Gala et de Salvador Dalí, préface de Jack Spector, éditions L'Âge d'Homme, octobre 2006  (ISBN 2-8251-3643-3).
- 1952 : La Vie secrète de Salvador Dalí, adaptation française de Michel Déon, Éditions de La Table Ronde, 1952.
- 1963 : Journal d'un génie, introduction et notes de Michel Déon, Éditions de La Table Ronde, 1964  (ISBN 2-07-073811-6).
- 1966 : Lettre ouverte à Salvador Dalí, Albin Michel, 1966, 153 p.  (ISBN 2-07-073811-6)
- 1970 : Oui : Pour une révolution paranoïa-critique, 1970, 218 p.
- 1973 : Comment on Devient Dalí : les aveux inavouables de Salvador Dalí
- 1973 : Dix Recettes d'Immortalité, Paris, Audouin-Descharnes, 1973
- 1979 : Oui 2 : L'Archangélisme scientifique, 1979, 224 p.  (ISBN 9782282301976)
- 1989 : Les cocus du vieil art moderne, Grasset, rééd. 2004, 116 p.  (ISBN 9782246421436)
- 1995 : Pensées et anecdotes, Le Cherche midi, coll. « Les pensées », réédition 2015.
- 2000 : Journal d'un génie adolescent, Le Rocher, coll. « Anatolia », 2020, 240 p.
- 2004 : avec Louis Pauwels : Les Passions selon Dalí, Denoël, coll. « Médiations », 2004, 240 p.  (ISBN 978-2207256206).
- 2004 : Les moustaches radar, Gallimard, 2004, 128 p.  (ISBN 9782070317004)
- 2005 : Lettres à Picasso (1927-1970), Le Promeneur, 2005  (ISBN 978-2-07-077548-4).
- 2008 : L'Esputnic du paubre suivi de Dali et Les Éditions de La Table Ronde , adaptation et notes de Jean-Baptiste Gendarme, Éditions de La Table Ronde, 2008  (ISBN 978-2-71-033084-4).

#### Œuvres complètes en espagnol
Les éditions Destino et la fondation Gala-Salvador Dalí ont édité les œuvres complètes de Salvador Dalí en 7 volumes (en espagnol) :
- Volumen I : Textos autobiográficos 1, 2003,  (ISBN 978-84-233-3569-5).
- Volumen II : Textos autobiográficos 2, 2003,  (ISBN 978-84-233-3570-1).
- Volumen III : Prosa, teatro, cine y poesía, 2004,  (ISBN 978-84-233-3626-5).
- Volumen IV : Ensayos I, 2005,  (ISBN 978-84-233-3779-8).
- Volumen V : Ensayos II, 2005,  (ISBN 978-84-233-3780-4).
- Volumen VI : Álbum, 2004,  (ISBN 978-84-233-3627-2).
- Volumen VII : Entrevistas, 2006,  (ISBN 978-84-233-3880-1).

### Films
- Un chien andalou
- L'Âge d'or

### Scénarios
- L'Âge d'or
- Babaouo
- Girafes sur le dos d'une salade

### Livrets d'opéras
En 1939, Salvador Dalí conçut le livret du ballet Bacchanale, sur la base de Tannhäuser (Wagner) et du mythe de Léda.
Être Dieu. Opéra-poème, audiovisuel et cathare en six parties, opéra-poème sur un livret de Manuel Vázquez Montalbán, musique de Igor Wakhévitch ; publié en 1985.

### Dessins animés
- Destino

### Albums
- Je suis fou de Dalí ![10].

### Logos
- Chupa Chups (1969)

### Publicité
- Je suis fou du chocolat Lanvin (1968)[11].
- Jeune fille amoureuse pour De Beers (1953)[12].